# Việt Nam tại Đại hội Thể thao châu Á 2002
Việt Nam tham dự Đại hội Thể thao châu Á 2002 tại Busan, Hàn Quốc với 125 vận động viên và 65 huấn luyện viên cùng quan chức.

## Bảng huy chương
Đoàn thể thao Việt Nam xếp thứ 15/44 trong bảng tổng sắp huy chương của Đại hội Thể thao châu Á 2002.
|      | Môn       | Vàng | Bạc | Đồng | Tổng |
| ---- | --------- | ---- | --- | ---- | ---- |
| 1.   | Bắn súng  | 0    | 0   | 1    | 1    |
| 2.   | Bi-a      | 1    | 1   | 0    | 2    |
| 3.   | Cầu mây   | 0    | 1   | 2    | 3    |
| 4.   | Karate    | 2    | 0   | 1    | 3    |
| 5.   | Taekwondo | 0    | 4   | 1    | 5    |
| 6.   | Thể hình  | 1    | 0   | 1    | 2    |
| 7.   | Wushu     | 0    | 1   | 1    | 2    |
| Tổng | Tổng      | 4    | 7   | 7    | 18   |

### Vàng
- Bi-a
  - Ba bi tự do (libre): Trần Đình Hoà
- Karate
  - Kumite hạng 51 kg nữ: Vũ Kim Anh
  - Kumite hạng 60 kg nữ: Nguyễn Trọng Bảo Ngọc
- Thể hình
  - Hạng 80 kg nam: Lý Đức

### Bạc
- Bi-a
  - Ba bi tự do (libre): Dương Hoàng Anh
- Cầu mây
  - Đồng đội nữ:
- Taekwondo
  - Hạng 78 kg nam: Đinh Vương Duy
  - Hạng <84 kg nam: Phan Tấn Đạt
  - Hạng >84 kg nam: Nguyễn Văn Hùng
  - Hạng 47 kg nữ: Nguyễn Thị Huyền Diệu
- Wushu
  - Nam quyền 3 môn phối hợp nữ: Nguyễn Thị Ngọc Oanh

### Đồng
- Bắn súng
  - Súng ngắn 25 m ổ quay cá nhân nam: Nguyễn Mạnh Tường
- Cầu mây
  - Đội tuyển nữ - Regu:
  - Đồng đội nữ (thi đấu vòng tròn):
- Karate
  - Kumite hạng 55 kg nam: Phạm Trần Nguyên
- Taekwondo
  - Hạng ? kg nữ: Lê Thị Nhung
- Thể hình
  - Hạng 60 kg nam: Phạm Văn Mách
- Wushu
  - Trường quyền 3 môn phối hợp nữ: Nguyễn Thị Mỹ Đức